# Тиша (комікс)
«Тиша» або англ. «Mute» — обмежена серія українських коміксів, що була запланована та анонсована видавництвом Вовкулака, за сценарієм та малюнком від Олександра Корешкова.

## Синопсис

### Випуск #1.Зима
Миттєва невідома катастрофа винищує людство, залишаючи спустошені міста. Відтепер лише оманлива тиша мов вогкий туман накрила будівлі та вулиці. Два брати, яким пощастило уціліти, тепер вчаться виживати в новому всесвіті акустичного коллапсу.

## Створення

### Ідея та сценарій
2 липня 2017 року було анонсовано комікс на локальному заході самим автором ідеї, сценарію та малюнку — Олександром Корешковим. Спочатку, автор планував назвати його англ. Mute, через більшу варіативність означення (мовчазний, приглушити, без звуку, тиша, "ані звуку") та як каже автор англ. mute "це більше як стан, а не слово". Там же було оголошено, що серія матиме 4 випуски, кожен з яких міститиме 30-40 сторінок, а також заявлено про ідею серії — два брати, з різницею у віці десь 2-3 роки, намагаються вижити у покинутому місті Київ. Автор наголосив, що це буде концепція не постапокаліпсису, а просто "покинутого міста". Автор розповів про цікаву деталь, через яку він і почав розробляти цей комікс/серію — люди світу коміксу мусять носити навушники, якщо людина опиниться без них, то вона помре. Тоді автор та видавництво ще планувало випустити комікс "взимку".

### Малюнок
Разом з анонсом коміксу, 2 липня 2017 року, було оприлюднено обкладинку першого випуску, яка зображала двох хлопців на Шулявському мосту міста Київ. Один з хлопців тримає власнозроблений спис, зроблений з "лижної палиці та ножа, зв'язаних електроізоляційною стрічкою" — що натякає на велику кількість ремісництва у сюжеті коміксу задля виживання. Автор коміксу планував вийти на контакт з деякими українськими брендами одягу, щоб предмети головних героїв відповідали реальності. А з предметами техніки — наприклад, навушники — автор планував робити "нові" бренди які будуть схожі на існуючі, наприклад: Панагонік (Panasonic, укр. Панасонік), Шарк. Автор натякнув на те, що фінал першого випуску буде "відкритим", а також, що "кінець другої частини (випуску) мав би бути серединою першої (частини або першого випуску). Я малював комікс про інше. І те, що я хочу намалювати, те, через що я і почав малювати комікс, з'являється лише у кінці другої частини (у кінці другого випуску)".

### Реклама та випуск
26 лютого 2018 року було створено сторінку коміксу у соціальній мережі Facebook — MUTE. Winter (@mutecomics). Того ж дня було додано символічний лоґотип коміксу (на аватарку/світлину сторінки) та банер з тайтловим лоґотипом і людиною у каптурі (один з головних героїв коміксу). І на останок дня відкриття сторінки у соц. мережі, було додано "перший ескіз першої сторінки коміксу", який зображає сліди однієї людини та покинутий рюкзак на засніженому полі. 1 березня на сторінці коміксу у Facebook був опублікований перший пост з сторінкою з "Лабораторії коміксу", це означає, що текст з бульбашок переписаний, тобто не є прямо з коміксу. Промова персонажа, висміювала проблеми та буденне життя творця коміксів та дражнила скорим випуском коміксу (бо персонаж вже от от хотів розкрити дату випуску, але не зміг через смертельну загрозу у вигляді монстра який швидко та агресивно наближається). 2 березня була опублікована сторінка-продовження, яка показувала як два персонажа (ймовірно головні герої серії, брати) втікали від монстра серед засніженого поля та вирішили сховатися у підвалі, у результаті чого один з персонажів забув свій рюкзак. 8 березня на сторінці коміксу у Facebook було опубліковано чергову сторінку з "Лабораторії коміксу", сюжет якої висміював процес малюнку коміксу (штрихи, тіні). 13 квітня було опубліковано пост з фотографією сторінки з чернетки автора, на якій зображений начерк та опис одного з монстрів коміксу — Гриб ("рід: мутант; вид: сигнальний; загроза: слаба").
21 та 22 вересня 2019 року, перша українська студії виробництва коміксів — Spring Comics — була присутня на фестивалі Comic Con Ukraine 2019, на якому мала презентацію своїх проєктів, серед якого засвітився комікс Тиша: Зима. Проте дата старту серії чи випуску першого коміксу так і не була названа.

## Інформація про видання
| #         | Назва       | Дата публікації | ISBN      | Вид       | Обкладинка | Розміри    | Сторінки  |
| Тиша      | Тиша        | Тиша            | Тиша      | Тиша      | Тиша       | Тиша       | Тиша      |
| Незабаром | Незабаром   | Незабаром       | Незабаром | Незабаром | Незабаром  | Незабаром  | Незабаром |
| --------- | ----------- | --------------- | --------- | --------- | ---------- | ---------- | --------- |
| 1         | Тиша: Зима  | Н/Д             | ISBN TBA  | Синґл     | м'яка      | 156х240 мм | Н/Д       |
| 2         | Тиша: Весна | Н/Д             | ISBN TBA  | Синґл     | м'яка      | 156х240 мм | Н/Д       |
| 3         | Тиша: Літо  | Н/Д             | ISBN TBA  | Синґл     | м'яка      | 156х240 мм | Н/Д       |
| 4         | Тиша: Осінь | Н/Д             | ISBN TBA  | Синґл     | м'яка      | 156х240 мм | Н/Д       |